# سنت کلاود (مینه‌سوتا)
سنت کلاود، مینه‌سوتا (به انگلیسی: St. Cloud, Minnesota) شهری در ایالات متحده آمریکا است که در شهرستان استیرنز، مینه‌سوتا واقع شده‌است و طبق سرشماری سال ۲۰۱۲، جمعیتی بالغ بر ۶۵۸۰۰نفر را داراست.

## خصوصیات
سنت کلاود ۱۰۶٫۴۰ کیلومترمربع مساحت و ۶۵٬۸۴۲ نفر جمعیت دارد و ۳۱۴ متر بالاتر از سطح دریا واقع شده‌است.